# Goldman (Familienname)
Goldman ist ein englischer Familienname.

## Namensträger
- Adriano Goldman, brasilianischer Kameramann und Regisseur
- Allen Goldman (1937–2025), US-amerikanischer Festkörperphysiker
- Alvin Goldman (1938–2024), US-amerikanischer Philosoph
- Andrew Goldman (Segler) (* 1966), US-amerikanischer Segler
- Andrew Goldman (Filmproduzent), Filmproduzent und Filmregisseur
- Andrew Goldman (Musiker), Gitarrist der Band Nonpoint
- Ardi Goldman (* 1962), deutscher Immobilienkaufmann und -entwickler
- Bo Goldman (1932–2023), US-amerikanischer Drehbuchautor
- Charles R. Goldman (* 1930), US-amerikanischer Limnologe
- Charley Goldman (1887–1968), polnischer Boxer und Boxtrainer
- Craig Goldman (* 1969), US-amerikanischer Politiker
- Dan Goldman (* 1976), US-amerikanischer Politiker
- Daniel Goldman (Schauspieler), US-amerikanischer Kinderdarsteller
- David Eliot Goldman (1910–1998), US-amerikanischer Biophysiker, Entwickler der Goldman-Gleichung
- David P. Goldman, US-amerikanischer Kolumnist und Autor
- Dorothy Tapper Goldman (1944–2023), US-amerikanische Philanthropin und Dokumentensammlerin
- Edward Alphonso Goldman (1873–1946), US-amerikanischer Zoologe und Botaniker
- Edwin Franko Goldman (1878–1956), US-amerikanischer Komponist, Dirigent und Kornettist
- Emma Goldman (1869–1940), US-amerikanische Publizistin, Anarchistin und Feministin
- Francisco Goldman (* 1954), US-amerikanischer Autor
- Frieda Goldman-Eisler (1907–1982), österreichisch-britische Psychologin
- Gary Goldman (Filmproduzent) (*  1944), US-amerikanischer Filmproduzent, Regisseur, Drehbuchautor und Animator
- Gary Goldman (Drehbuchautor) (* 1953), US-amerikanischer Drehbuchautor und Regisseur
- Guido Goldman (1937–2020), US-amerikanischer Politikwissenschaftler
- Hetty Goldman (1881–1972), US-amerikanische Archäologin
- Ilan Goldman (* 1961), französisch-israelischer Filmproduzent
- Jacob Goldman (Jack Goldman; 1921–2011), US-amerikanischer Physiker und Manager
- James Goldman (1927–1998), US-amerikanischer Drehbuchautor und Schriftsteller
- Jane Goldman (* 1970), britische Drehbuchautorin, Schriftstellerin, Fernsehproduzentin und Fernsehmoderatorin
- Jane Goldman (Eisschnellläuferin) (* 1964), US-amerikanische Eisschnellläuferin
- Jean-Jacques Goldman (* 1951), französischer Komponist
- Jerome L. Goldman (1923/24–2013), US-amerikanischer Schiffskonstrukteur
- Julie Goldman, US-amerikanische Filmproduzentin
- Kim Goldman (* 1971), US-amerikanische Autorin und Bloggerin
- Laurie Ann Goldman (* 1962), US-amerikanische Geschäftsfrau und Investorin
- Les Goldman (1913–1983), US-amerikanischer Filmproduzent
- Marcus Goldman (1821–1904), US-amerikanischer Finanzmakler
- Marshall I. Goldman (1930–2017), US-amerikanischer Wirtschaftswissenschaftler
- Micha Goldman (* 1948), israelischer Politiker
- Mitzi Goldman, australische Filmproduzentin und -regisseurin
- Nina Niss-Goldman (1892–1990), sowjetische Bildhauerin
- Omer Goldman (* 1989), israelische Aktivistin und Schauspielerin
- Patricia Goldman-Rakic (1937–2003), US-amerikanische Neurowissenschaftlerin
- Paul Goldman, australischer Regisseur und Produzent
- Pierre Goldman (1944–1979), französischer Autor
- Richard Franko Goldman (1910–1980), US-amerikanischer Dirigent, Komponist und Musikkritiker
- Richard N. Goldman (1920–2010), US-amerikanischer Unternehmer und Stifter des Goldman Environmental Prize
- Robert Goldman (* 1953), französischer Komponist
- Ronald Goldman (1968–1994), US-amerikanischer Kellner und Mordopfer
- Salome Goldman (1870–1942), polnische Pädagogin und Schulgründerin in Wien
- Sylvan Goldman (1898–1984), US-amerikanischer Geschäftsmann
- Vivien Goldman (* 1954), britische Rockmusikjournalistin
- Wera Goldman (1921–2020), österreichische Tänzerin
- William Goldman (Fotograf) (1856–1922), US-amerikanischer Fotograf
- William Goldman (Drehbuchautor) (1931–2018), US-amerikanischer Drehbuchautor und Schriftsteller
- William Goldman (Mathematiker) (* 1955), US-amerikanischer Mathematiker
- Willy Goldman (1910–2009), britischer Schriftsteller